# Presbytis chrysomelas
Il presbite del Sarawak (Presbytis chrysomelas (Müller, 1838)) è una specie di primate della tribù dei Presbytini.

## Descrizione
Come tutti i presbiti, anche il presbite del Sarawak è un primate relativamente piccolo e snello con lunghe zampe posteriori e una lunga coda. Se ne riconoscono due sottospecie, che differiscono tra loro per il colore della pelliccia: P. c. chrysomelas ha una pelliccia nerastra e P. c. cruciger è di colore rossastro o brunastro con macchie nere e biancastre sul muso.

## Distribuzione e habitat
Il presbite del Sarawak è endemico del Borneo. Nonostante il suo nome, non vive solo nello stato malese del Sarawak, ma anche nel Sabah e nel nord-ovest della parte indonesiana dell'isola, il Kalimantan. Il suo habitat è costituito da foreste.

## Biologia
Le sue abitudini sono poco note, ma non dovrebbero discostarsi da quelle degli altri presbiti. Di conseguenza, è una scimmia arboricola e diurna in grado di muoversi abilmente tra i rami. Vive in piccoli gruppi che comprendono un maschio, diverse femmine e la loro prole. La sua dieta consiste in foglie giovani, frutti e altre sostanze vegetali.

## Tassonomia
La sistematica dei presbiti del Sud-est asiatico non è stata ancora completamente chiarita. Il presbite del Sarawak è stato riconosciuto come specie separata solo nel 2001; in passato veniva classificato come una sottospecie del presbite di Raffles o del presbite di Sumatra. Come è già stato detto, vengono riconosciute due sottospecie:
- P. c. chrysomelas (Müller, 1838);
- P. c. cruciger (Thomas, 1892).

## Conservazione
Entrambe le sottospecie vengono classificate dalla IUCN «in pericolo critico». In particolare, è probabile che la sottospecie P. c. cruciger sia molto rara e sia presente solamente nel parco nazionale di Maludam.